# 贝萨拉布斯凯

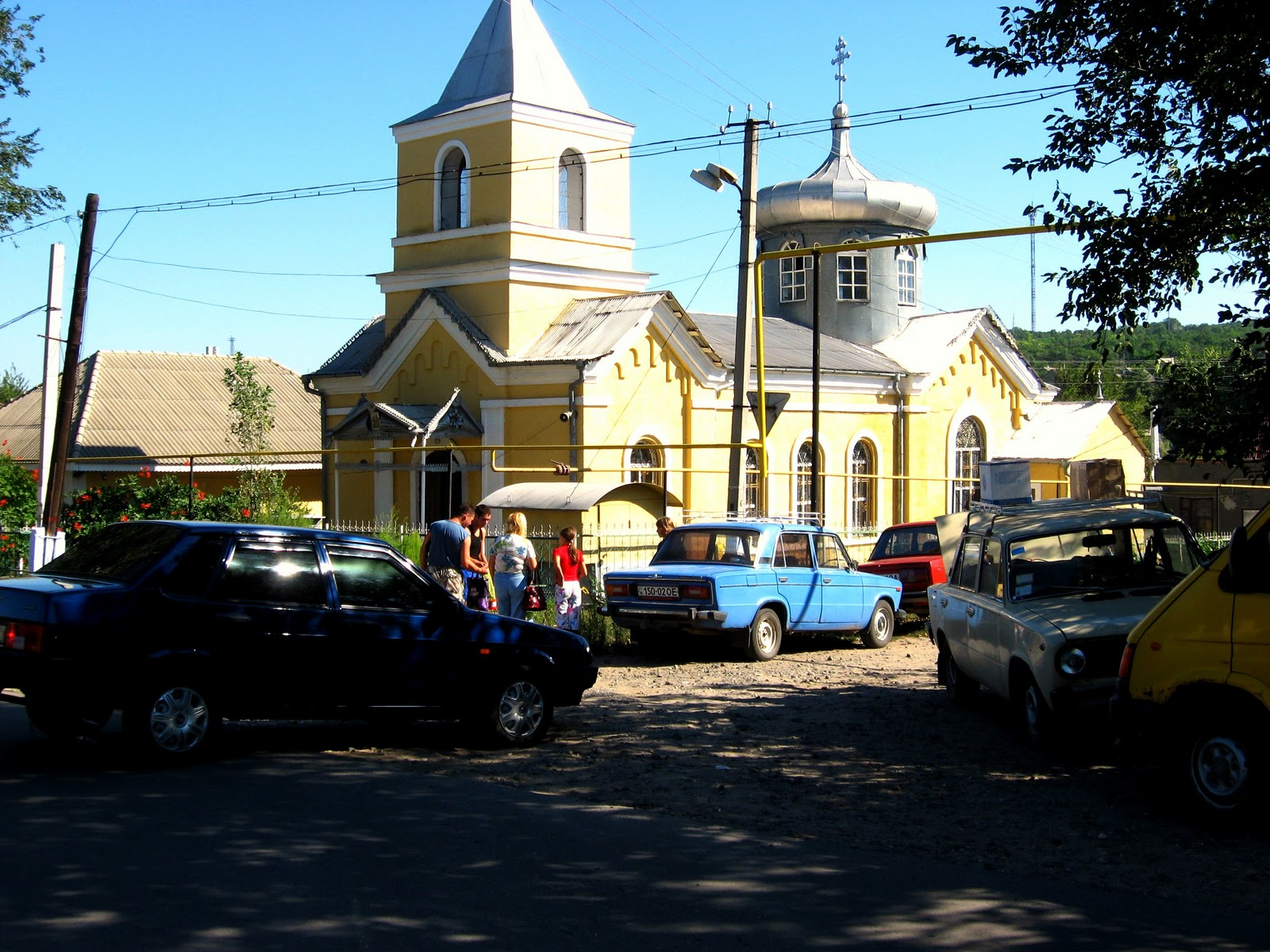
教堂

46°11′N 29°09′E / 46.183°N 29.150°E
贝萨拉布斯凯（烏克蘭語：Бессарабське），2024年9月前称为塔鲁季诺，是烏克蘭西南部敖德薩州博爾赫拉德區塔鲁蒂内市镇的鎮及行政中心。始建於1812年，面積3.99平方公里，2011年人口6,055，人口密度每平方公里1,517.5人。
2024年9月19日，乌克兰最高拉达将此镇的名字改为贝萨拉布斯凯。